# Dødelig indsprøjtning
Dødelig indsprøjtning eller giftinjektion er en henrettelsesmetode, hvor der foretages injektion af dødelig kemikalier i en dødsdømt person med det formål at dræbe personen for at straffe vedkommende for en forbrydelse efter gældende lovgivning.
Denne metode er mest brugt i dag i bl.a. USA,[kilde mangler] hvor de fleste amerikanske stater bruger denne henrettelsesmetode som primær henrettelsesmetode for dødsdømte personer,[kilde mangler] hvilket anses som den mest humane metode.[kilde mangler]
Henrettelsen foregår som regel ved, at den dømte spændes fast i en stol eller på en briks, hvor proceduren initieres med at give den dødsdømte person en indsprøjtning med et bedøvende middel, der resulterer i, at den dødsdømte person falder i dyb søvn efter et par sekunder. Derefter giver man den dødsdømte person et muskelafslappende lægemiddel, der hurtigt forårsager komplet lammelse i hele kroppen, herunder mellemgulvet og respirationsmusklerne, og dette vil i sidste ende medføre døden ved kvælning. Man giver dog den dødsdømte person en sidste indsprøjtning kort efter den anden med et eller flere kraftige kemikalier, der hurtigt forårsager døden ved hjertestop, hvilket er mindre smertefuldt end døden ved kvælning.
Flere virksomheder, som Lundbeck, har nægtet at levere medicin til de amerikanske fængslers dødssprøjter, så man har måttet forsøge sig med andre lægemidler, med forskellige resultater til følge. Efterfølgende har republikanske politikere fra staten Ohio forsøgt sig med et forslag om, at begrænse offentlighedens adgang til oplysninger om detaljerne angående henrettelserne.